# Priyanka Chopra

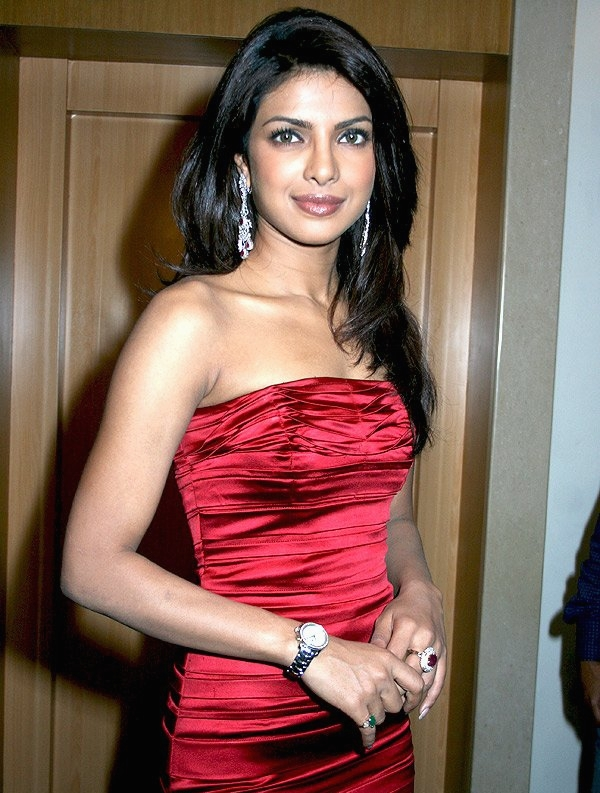
Priyanka Chopra

Priyanka Chopra (în hindi: प्रियंका चोपड़ा, Priyankā Coprā; n. 18 iulie 1982, Jamshedpur, Jharkhand) este un fotomodel, actriță și cântăreață indiană de renume internațional. În anul 2000 a câștigat titlul Miss World.

## Date biografice
Priyanka a studiat în Lakhnau, Bareli și Boston. După întoarecerea din Boston, primește invitația de a participa la concursul Femina Miss India, părinții ei o înscriu fără știrea ei la concurs. Ea câștigă titlul și reprezintă în anul 2000 India la concursul pentru titlul Miss World, pe care de asemenea îl va câștiga. Anii următori ea va fi actriță la Bollywood, jucând roluri diferite în filme ca: Andaaz, Aitraaz, Dostana și Mujhse Shaadi Karogi.

## Viața personală

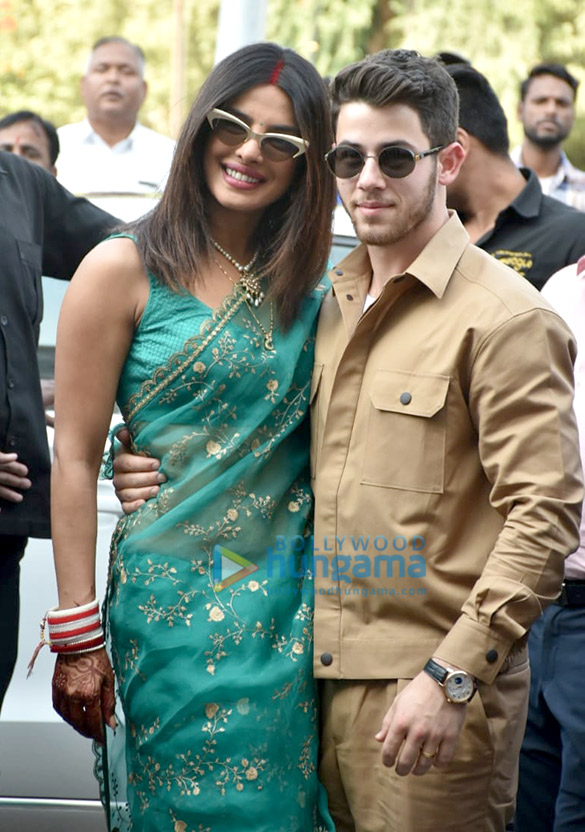
Chopra și Nick Jonas în Jodhpur în 2018

Chopra a menținut o relație puternică cu familia, inclusiv cu fratele ei mai mic, Siddharth, și locuiește într-un apartament aflat la același etaj cu familia. Ea a fost în special apropiată de tatăl ei, care a murit în iunie 2013, în 2012, și-a făcut un tatuaj "Fetița lui tati". Fără a veni dintr-o familie legată de film, ea se descrie ca fiind o femeie de sine stătătoare. Mama ei, un ginecolog, bine stabilită în Bareilly, și-a dat demisia pentru a o susține pe Chopra, odată ce s-a angajat într-o carieră de film.

## Filmografie
- Thamizhan: Born to Win (2002)... Priya
- Miss India (2003)... Miss India/Miss World 2000 (Gastauftritt)
- Andaaz (2003)... Jiya
- The Hero: Love Story of a Spy (2003)... Dr. Zakaria
- Aitraaz (2004)... Sonia
- Mujhse Shaadi Karogi (2004)... Rani
- Asambhav: The Impossible (2004)...Alisha
- Kismat (2004)... Sapna
- Plan (2004)... Musas Geliebte
- Bluffmaster (2005)...Simmi
- Barsaat: A Sublime Love Story (2005)... Kajal
- Yakeen (2005)... Simar Oberoi
- Waqt - The Race Against Time (2005)... Pooja
- Karam (2005)... Shalini
- Blackmail (2005)... Sana Singh Rathod
- Don - The Chase Begins Again (2006)... Roma
- Krrish, der Sternenheld (2006)... Priya
- Aap Ki Khatir (2006)... Anu Khanna
- Alag (2006)... Gastauftritt
- 36 China Town (2006)... Gastauftritt
- Taxi No. 9211 (2006)... Gastauftritt
- Om Shanti Om (2007)... Gastauftritt
- Salaam-e-Ishq: A Tribute To Love (2007)... Kkamini
- God Tussi Great Ho (2008)... Alia
- Love Story 2050 (2008)... Sana
- Chamku (2008)... Shubhi
- Dostana (2008)... Neha
- Fashion (2008)... Meghna
- What´s your Raashee? (2009)... Anjali/Vishakha/Kajal/Hansa/Mallika/Pooja/Rajni/Nandini/Bhavna/Jhankhana/Sanjna/Chandrika (12 roluri)
- Billu Barber (2009)... Gastauftritt
- Kaminey (2009)... Sweety
- Pyaar Impossible (2010)... Alisha
- Anjaana Anjaani (2010)...Kiara
- Bajirao Mastani (2015)...kashiba
- Quantico (2015) - Alex Parrish
- BayWatch (2017) - Victoria Leeds

## Discografie
Ca artist principal
| Titlu                              | An   | Poziție | Poziție       | Poziție       | Certificări        | Album |
| Titlu                              | An   | CAN     | US Dance Club | US Dance Elec | Certificări        | Album |
| ---------------------------------- | ---- | ------- | ------------- | ------------- | ------------------ | ----- |
| "In My City" (featuring will.i.am) | 2012 | —       | —             | —             | - IMI: 3× Platinum | N/A   |
| "Exotic" (featuring Pitbull)       | 2013 | 74      | 12            | 16            |                    | N/A   |
| "I Can't Make You Love Me"         | 2014 | —       | —             | 28            |                    | N/A   |

Ca artist secundar
| Titlu                                                | An   | Album |
| ---------------------------------------------------- | ---- | ----- |
| "Erase" (The Chainsmokers featuring Priyanka Chopra) | 2012 | N/A   |

Alte apariții
| Track               | An   | Album           | Note                      |
| ------------------- | ---- | --------------- | ------------------------- |
| "Ullathai Killathe" | 2002 | Thamizhan       | Tamil song                |
| "Saajan Saajan"     | 2005 | Barsaat         | cântec în hindi           |
| "Chaoro (Lori)"     | 2014 | Mary Kom        | cântec în hindi (Lullaby) |
| "Dil Dhadakne Do"   | 2015 | Dil Dhadakne Do | cântec în hindi           |